# MRPL58
MRPL58 (англ. Mitochondrial ribosomal protein L58) – білок, який кодується однойменним геном, розташованим у людей на довгому плечі 17-ї хромосоми. Довжина поліпептидного ланцюга білка становить 206 амінокислот, а молекулярна маса — 23 630.
| 10         |  | 20         |  | 30         |  | 40         |  | 50         |
| ---------- |  | ---------- |  | ---------- |  | ---------- |  | ---------- |
| MAATRCLRWG |  | LSRAGVWLLP |  | PPARCPRRAL |  | HKQKDGTEFK |  | SIYSLDKLYP |
| ESQGSDTAWR |  | VPNGAKQADS |  | DIPLDRLTIS |  | YCRSSGPGGQ |  | NVNKVNSKAE |
| VRFHLATAEW |  | IAEPVRQKIA |  | ITHKNKINRL |  | GELILTSESS |  | RYQFRNLADC |
| LQKIRDMITE |  | ASQTPKEPTK |  | EDVKLHRIRI |  | ENMNRERLRQ |  | KRIHSAVKTS |
| RRVDMD     |  |            |  |            |  |            |  |            |

A: Аланін

C: Цистеїн

D: Аспарагінова кислота

E: Глутамінова кислота

F: Фенілаланін

G: Гліцин

H: Гістидин

I: Ізолейцин

K: Лізин

L: Лейцин

M: Метіонін

N: Аспарагін

P: Пролін

Q: Глутамін

R: Аргінін

S: Серин

T: Треонін

V: Валін

W: Триптофан

Кодований геном білок за функціями належить до гідролаз, рибонуклеопротеїнів, рибосомних білків. 
Задіяний у такому біологічному процесі, як біосинтез білків. 
Локалізований у мітохондрії.